# بانک فیصل
بانک فیصل (انگلیسی: Faysal Bank) شرکت خدمات مالی و بانکداری پاکستانی است، که در سال ۱۹۹۴ تأسیس شد.